# Decen
Decen (vanlig felskrivning deken) är ett omättat kolväte med summaformeln C10H20. Decen innehåller en kedja av tio kolatomer med en dubbelbindning, vilket gör den till en alken. Det finns många isomerer av decen beroende på dubbelbindningens position och geometri. Dec-1-en är den enda isomeren av industriell betydelse. Som en alfa-olefin används den som en sammonomer i sampolymerer och är en mellanprodukt vid framställning av epoxider, aminer, oxoalkoholer, syntetiska smörjmedel, syntetiska fettsyror och alkylerade aromater.
De industriella processer som används vid framställning av dec-1-en är oligomerisering av eten genom Ziegler-processen eller genom krackning av petrokemiska vaxer.
I etenolys omvandlas metyloleat, metylestern av oljesyra, till 1-decen och metyl 9-decenoat:
{\displaystyle {\overset {\text{methyl oleate}}{{\ce {CH3(CH2)7CH=CH(CH2)7CO2Me}}}}+{\color {red}{\ce {CH2=CH2}}}\longrightarrow {\overset {\text{1-decene}}{{\ce {CH3(CH2)7CH=}}{\color {red}{\ce {CH2}}}}}+{\overset {\text{9-decenoate}}{{\ce {MeO2C(CH2)7CH=}}{\color {red}{\ce {CH2}}}}}}
Dec-1-en har isolerats från bladen och rhizomen av växten Farfugium japonicum och har upptäckts som den initiala produkten i den mikrobiella nedbrytningen av n-dekan.